# 勤政殿
勤政殿（：／）是位于韓國首尔景福宮内的一座宮殿，其為朝鮮王朝自朝鮮太祖至朝鮮宣祖的14位君主的登基之處，當時此殿被视為韓國的國家中心。現時韓國政府將其登錄為韓國國寶第223號。

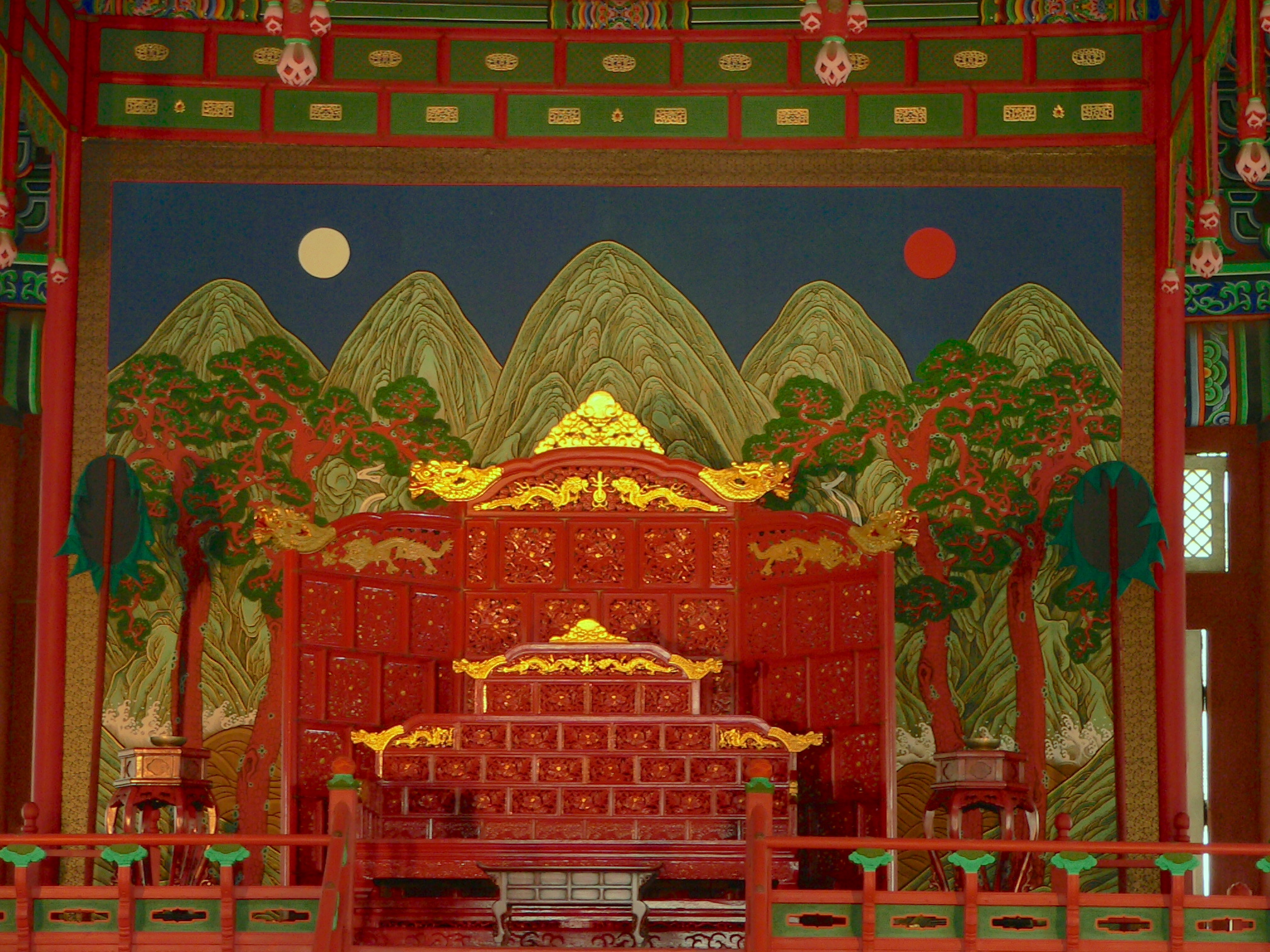
勤政殿內的王座與日月五峰圖

## 建造和布局
勤政殿始建于1394年，1870年在旧址重建，保存了原来的布局。
主持修建景福宫的郑道传将正殿命名为“勤政殿”。其名字来自《尚书》中“无教逸欲有邦，兢兢业业，一日二日万机”一句，是勉励君主勤政之意。勤政殿坐落在两层丹陛之上，面阔和进深都是五间，宽一百二十尺，深五十尺，高六十六尺，有两重飞檐，屋顶覆盖着深灰色的青瓦。勤政殿前面广场中央是微微凸起的御道，御道两侧排列着品阶石，文官居东，武官居西。广场东西廊庑各有三间楼阁，名为隆文楼和隆武楼，仿照明朝皇宫奉天殿前的文楼和武楼（今故宫太和殿前面的体仁阁、弘义阁）之制。广场的地面用参差不齐的石板铺成，目的是为了防止日光晃眼，以及下雪天便于行走。
勤政殿也被称为“法殿”，是朝鲜国君举行与中国有关的礼仪（元旦正至及圣节望阙礼、皇太子千秋节望宫礼、拜表仪、为皇帝举哀仪、成服仪、举临仪、除服仪），以及朝鲜本国的朝贺仪式、王世子冠礼、国王纳妃礼、册王世子礼、王世子纳嫔礼，以及召开养老宴、饮福宴等宫廷宴会的地方。殿内正中央是朝鲜国王的朱红金漆雕龙御座，安放在木制的高台上。高台前面摆放着宝案，案上摆着盛有国王金玺的匣子。御座的后面是朱红色的三扇屏风，上面雕着蟠龙和云纹，涂有金漆。御座上方是被称作“宝盖”的华盖式构造。
世宗大王在位期间，在御座背后的两根殿柱之间立起了一面巨大的壁画，画有日月、山川和松树，称为“日月五峰图”（	일월오봉도）。这也是朝鲜王权的标志之一，日象征国王，月象征王妃，五座山峰代表昆仑山，与瀑布和江河一道象征王位安如磐石、国祚悠久绵长。松树则象征国泰民安。在2007年发行的新版1万韩元纸币上，正面的背景图案就是“日月五峰”。
勤政殿外的月台四周设有石栏，这在朝鲜王朝的其他几座宫殿中是罕见的。四方的台阶上按照方位雕刻着青龙、白虎、朱雀、玄武四方位神，此外还按照十二地支雕刻了鼠、牛、虎、兔等十二只动物。月台正南面的台阶中央是国王专用的御道，铺着被称为“踏道”的石板，上面雕有一对凤凰。
勤政殿之前，有光化门、弘礼门、勤政门三重宫门，构成了周礼“天子五门，诸侯三门”中的三门之制。弘礼门与勤政门之间有一道自西向东流淌的御沟，名为禁川，上面的石桥名为“永济桥”， 桥的西北角有维和门和奇别厅。勤政门门楼两边廊庑上开有日华门和月华门两座小门，是供臣僚百官平时出入的，中央的门只有在举行重要典礼的时候才会开启。在朝鲜王朝中叶以前，国王去世后，新王的嗣位仪式也在勤政门举行。
穿过勤政殿后面的思政门，进入一座东西狭长的院子，里面并列有三座小型的殿堂，中间是国王与宰辅官员处理日常政务的便殿──思政殿，殿内摆着国王的御榻，后面也立着一扇日月五峰屏。思政殿的两旁是万春殿和千秋殿，是大臣们议政的场所。世宗年间创造朝鲜文字的工作，就是文臣们在千秋殿内进行的。
思政殿后面是“向五门”，由此进入王宫的内廷部分。
景福宫的总布局同北京的元、明故宫相似，体现着“天覆地载，帝道惟一”的礼制思想。宫也分左、中、右三路，中路也是前朝后寝的格式，最后面是御苑。景福宫四面都有门，正门左右两隅有角楼。宫殿正门叫光化门，形式庄重。进门后穿过两个大约70-80米深的院子，便是勤政门。勤政门内是一个约140米长、100米宽的大院子，主要的仪典大殿勤政殿就在院子的后部，被两层白大理石的台基托起，呈重檐歇山顶形式。
勤政殿的面阔和进深都是五间重檐歇山顶。前后金柱之间有夹楼，两层檐子间开小窗。内部有16根柱子，柱子直径约1米，高约12米，斗拱采用云形拱。勤政殿之后是思政门，进门是一个较浅的院子，中央思政殿是国王上朝的地方。它左右各有万春殿和千秋殿，三殿并列，很像北京元代宫殿的形制。

## 书籍
- 大学共同利用機関法人 人間文化研究機構編著『日本建築は特異なのか―東アジアの宮殿・寺院・住宅―』国立歴史民俗博物館 2009年
- 李相海『韓国美の再発見12 宮殿・儒教建築』SOL出版社 2005年